# Agogô
L'agogô è uno strumento a percussione della famiglia degli idiofoni originario della Nigeria e successivamente diffusosi in Brasile con lo stesso nome e a Cuba con il nome di ogàn o ekón.
Il nome principale deriva da akoko, termine brasiliano (lingua nage) che significa "misuratore di tempo". È formato da due o più campane di ferro senza batacchio di forma conica e grandezze diverse, uniti alla base da una connessione che funge anche da impugnatura. Lo si suona reggendolo in mano (per attutire le vibrazioni) e percuotendolo con il lato di una bacchetta in legno o in ferro alla ricerca dei punti di migliore sonorità.
Il ruolo principale di questo strumento è l'esecuzione di una frase ritmica invariata chiamata generalmente chiave, che serve a dare il ritmo sul quale si basa l'andamento generale di una danza.

## Modelli ritmici
Il pattern 1 è il modello più basilare o archetipo. È la forma 4/4 di ciò che è noto in etnomusicologia come modello standard, e conosciuto a Cuba come clave. Il pattern 1 è utilizzato nel maculelê e in alcuni ritmi di Candomblé e Macumba. Il pattern 2 è utilizzato nell'afoxê e può essere pensato come il motivo 1 impreziosito da quattro tratti aggiuntivi. Il pattern 3 è usato nella Batucada. Il pattern 4 è la campana in maracatu e può essere pensato come il motivo 1 abbellito da quattro tratti aggiuntivi.

## Strumenti analoghi
- Abdouli Diakite
- Adama Dramé
- Ashiko
- Balafon
- Bongo
- Calabash
- Campanaccio
- Caxixi
- Djolé
- Dunun
- Famoudou Konaté
- Fiddle
- Junjung
- Kassoum Diarra
- Kora
- Mamady Keïta
- Masenqo
- N'jarka
- Sabar
- Seydou Kienou [1]
- Shekere
- Tamburo parlante
- Timple
- Udu
- Xalam